# Laurellia
Laurellia is een geslacht van rechtvleugeligen uit de familie krekels (Gryllidae). De wetenschappelijke naam van dit geslacht is voor het eerst geldig gepubliceerd in 2009 door Otte & Perez-Gelabert.

## Soorten
Het geslacht Laurellia omvat de volgende soorten:
- Laurellia aglaos Otte & Perez-Gelabert, 2009
- Laurellia crambos Otte & Perez-Gelabert, 2009
- Laurellia hyperpetes Otte & Perez-Gelabert, 2009
- Laurellia limata Otte & Perez-Gelabert, 2009
- Laurellia magense Otte & Perez-Gelabert, 2009
- Laurellia saba Otte & Perez-Gelabert, 2009
- Laurellia vagans Otte & Perez-Gelabert, 2009